# Плантамур, Эмиль
Эмиль Плантамур (Émile Plantamour, 1815—1882) — директор Женевской обсерватории, профессор астрономии. Авторитет в области изучения комет.
Известен определениями разностей долгот по телеграфу, наблюдениями над качанием маятников и различными работами по метрологии. При нём были введены усовершенствованные хронографы Гиппа.

## Исследования в области хронометража
Именно Плантамур обратил внимание на разработку практического метода оценивания растущего числа «гражданских» часов всех видов, создатели которых требовали получения свидетельства из его (Женевской) обсерватории. В отличие от морских хронометров и научных часов, которые работали в одном, стандартном положении, «гражданские» часы находились в карманах, постоянно меняли свое месторасположение. Таким образом, система Плантамура, оценивающая карманные часы в разных положениях и при разных температурах окружающей среды (то есть в условиях ежедневного использования), стала стандартным тестом для той сотни исключительных лет в истории часового дела, когда точность была фундаментальным фактором для определения ценности часов.
Система оценивания часов профессора Плантамура, которая показывает, насколько скорость часов меняется в соответствии с их положением и температурой окружающей среды, стала международным стандартом. В Женеве ею начали пользоваться в 1897 году. Далее система достигла обсерваторий Кью в 1884 году и Безансона в 1885 году. Она до сих пор существует и основные её пункты отмечены в нормах тестирования хронографов ISO 3159, которые используются COSC — Официальным швейцарским институтом тестирования хронометров. Оригинальный тест Плантамура предполагал наблюдение за часами в течение восьми пятидневных периодов. Таким образом, тест длился 40 дней (сегодня тесты в COSC длятся 15 дней).